# لقاح الإكزيما
لقاح الإكزيما هو رد فعل ضار نادر ونادر للتلقيح ضد الجدري. يتميز بطفح جلدي خطير موضعي أو منتشر، حويصلي، متقشر في الوجه والرقبة والصدر والبطن والأطراف العلوية واليدين، ناتج عن انتشار عدوى الجلد لدى الأشخاص الذين يعانون من حالات جلدية سابقة التشخيص مثل الإكزيما أو التأتبي. التهاب الجلد، حتى لو كانت الظروف غير نشطة في ذلك الوقت.  تشمل العلامات والأعراض الأخرى الحمى ووذمة الوجه وفوق المزمار.  قد تكون الحالة قاتلة إذا كانت شديدة وتركت دون علاج. من المحتمل أن يكون لدى الناجين بعض الندبات (البثور).
لا ينبغي إعطاء لقاح الجدري للمرضى الذين لديهم تاريخ من الأكزيما.  نظرًا لخطر انتقال اللقاح، لا ينبغي أيضًا إعطاؤه للأشخاص الذين هم على اتصال وثيق مع أي شخص مصاب بالأكزيما النشطة ولم يُطعم. الأشخاص المصابون بأمراض جلدية أخرى (مثل التهاب الجلد التأتبي أو الحروق أو القوباء أو الهربس النطاقي) لديهم أيضًا مخاطر متزايدة للإصابة بلقاح الأكزيما ويجب عدم تطعيمهم ضد الجدري.
ترتبط الإكزيما أيضًا بزيادة المضاعفات المتعلقة بالفيروسات الحويصلية الأخرى مثل جدري الماء.  وهذا ما يسمى بالأكزيما العقبولية.

## التشخيص
زرع السائل الحويصلي سوف ينمو فيروس اللقاح.  تظهر خزعة الجلد خلايا البشرة الميتة مع شوائب داخل النواة.

## العلاج
لقاح الإكزيما هو حالة طبية خطيرة تتطلب رعاية طبية فورية ومكثفة. كان العلاج داعمًا، مثل المضادات الحيوية، واستبدال السوائل، وخافضات الحرارة والمسكنات، وشفاء الجلد، وما إلى ذلك ؛  يمكن أن يكون الجلوبيولين المناعي لقاسينيا (VIG) مفيدًا جدًا ولكن قد يكون هناك نقص في الإمدادات اعتبارًا من عام 2006. فُحصت الأدوية المضادة للفيروسات بحثًا عن نشاط في فيروسات الجدري ويعتقد أن سيدوفوفير يظهر إمكانات في هذا المجال.

## الحالات المرضية
في مارس 2007، أصيب طفل من ولاية إنديانا يبلغ من العمر عامين ووالدته بعدوى اللقاح المهددة للحياة من والده الذي طُعم ضد الجدري كجزء من بروتوكول التطعيم القياسي للأفراد الذين يخدمون في القوات المسلحة الأمريكية اعتبارًا من عام 2002.  أصيب الطفل بالطفح الجلدي المرضي الذي يصنف لقاح الأكزيما على أكثر من 80 في المائة من مساحة سطح جسمه.  الصبي لديه تاريخ من الأكزيما، وهو عامل خطر معروف لعدوى اللقاح.